# Wolfgang Krull

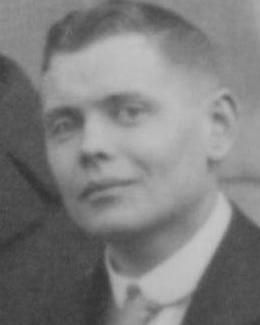
Wolfgang Krull, Göttingen 1920

Wolfgang Krull (26 de agosto de 1899 - 12 de abril de 1971) fue un matemático alemán, que trabajó en el campo del álgebra conmutativa.  
Krull nació y estudió en la escuela en Baden-Baden. Asistió a las Universidades de Freiburg, Rostock y finalmente Göttingen, donde obtuvo  su doctorado bajo la dirección de Felix Klein. Trabajó como instructor y profesor en Freiburg, luego pasó una década en la Universidad de Erlangen. En 1939 Krull se trasladó para convertirse en director de  la Universidad de Bonn, donde se mantuvo por el resto de su vida. Wolfgang Krull fue miembro de la NSDAP. 
Nació en Baden-Baden, Alemania y murió en Bonn, Alemania.
Sus 35 estudiantes con doctorado incluyen a Wilfried Brauer, Karl-Otto Stöhr and Jürgen Neukirch.